# Annabella
Annabella és una població dels Estats Units a l'estat de Utah. Segons el cens del 2000 tenia 603 habitants.

## Demografia
Segons el cens del 2000, Annabella tenia 603 habitants, 186 habitatges, i 165 famílies. La densitat de població era de 415,7 habitants per km².
Dels 186 habitatges en un 46,2% hi vivien nens de menys de 18 anys, en un 79,6% hi vivien parelles casades, en un 6,5% dones solteres, i en un 10,8% no eren unitats familiars. En el 10,2% dels habitatges hi vivien persones soles el 5,9% de les quals corresponia a persones de 65 anys o més que vivien soles. El nombre mitjà de persones vivint en cada habitatge era de 3,24 i el nombre mitjà de persones que vivien en cada família era de 3,47.
Per edats la població es repartia de la següent manera: un 35% tenia menys de 18 anys, un 10,8% entre 18 i 24, un 20,7% entre 25 i 44, un 25,4% de 45 a 60 i un 8,1% 65 anys o més.
L'edat mediana era de 30 anys. Per cada 100 dones de 18 o més anys hi havia 99 homes.
La renda mediana per habitatge era de 40.000 $ i la renda mediana per família de 42.500 $. Els homes tenien una renda mediana de 35.662 $ mentre que les dones 19.375 $. La renda per capita de la població era de 13.531 $. Entorn del 7,1% de les famílies i el 8,2% de la població estaven per davall del llindar de pobresa.

## Poblacions més properes
El següent diagrama mostra les poblacions més properes.